# Sopoćani
O Mosteiro de Sopoćani (em sérvio: Сопоћани) é um mosteiro construído na segunda metade do Século XIII próximo à nascente do Rio Raska, na região de Ras. Foi doado pelo Rei Estêvão Uroš I da Sérvia. A igreja foi dedicada à Santíssima Trindade e foi terminada por volta de 1265, com o interior sendo decorado pouco depois. O arcebispo Sava II, que se converteu no chefe da Igreja Ortodoxa Sérvia em 1263, está representado na processão de arcebispos na região do altar. Os afrescos de Sopoćani são considerados por alguns expertos em arte medieval sérvio como os mais belos da época. Na parede oeste da nave existe um famoso afresco da Dormição da Virgem.
No Século XVI os monjes tiveram que deixar temporariamente o monastério em várias ocasiões devido a ameaça otomana. Finalmente, durante um dos ataques de 1689 os otomanos incendiaram e saquearam o mosteiro. Os irmãos fugiram com algumas relíquias importantes a Kosovo (não retornaram a Sopoćani) e o mesmo permaneceu abandonado durante duzentos anos, até o Século XX. A igreja, pouco a pouco, foi decaindo.
Finalmente, durante o Século XX o mosteiro foi restaurado e uma nova ordem de monjes lá se assentou. Apesar de haverem sofrido com o tempo, a maior parte dos afrescos de Sopoćani ainda estão bem conservados.

## UNESCO
A Antiga Ras, em conjunto com Sopoćani foram inscritos como Patrimônio Mundial por "possuir várias construções medievais como fortalezas, igrejas e monastérios. O monastério em Sopoćani é uma lembrança do contato entre o Ocidente e o mundo Bizantino."